# Subilla Gasteiz
Subillana Gasteiz (basc) o Subijana de Álava (castellà) és un poble i concejo pertanyent al municipi de Vitòria. Tenia 53 habitants el 2007. Forma part de la Zona Rural Sud-oest de Vitòria.

## Situació
Es troba a 568 msnm a 14 km a l'oest i sud-oest de la capital del municipi, a mig vessant en els contraforts de les muntanyes de Vitòria, prop del naixement d'un afluent del riu Zadorra. L'autovia A-1 passa a 2,5 km del poble 

## Història
La història d'aquest llogaret cal remuntar-la 1025 quan apareix el primer esment escrit amb el nom de Subillana. L'apel·latiu d'Àlaba se li va afegir per distingir-la d'una altra població anomenada Subijana, que paradoxalment està situada també a Àlaba, però que se la coneix com a Subijana-Morillas en haver-se-li agregat el poble veí. Té una casa-palau que va albergar al Duc de Wellington el 1813 abans d'escometre la batalla de Vitòria, en la qual va ser un punt estratègic important.
El veí més il·lustre de Subilla va ser Simón de Anda y Salazar, governador de Manila i de les Filipines a mitjan segle xviii. La seva casa-palau, situada al sud del poble n'és l'edifici més significatiu, un palauet barroc del segle xviii, que va ser declarat Monument Nacional del País Basc el 1983.